# 2010-es sakkvilágbajnokság
 Ez a cikk a sakkjátszmák algebrai lejegyzését alkalmazza.
A 2010-es sakkvilágbajnokság versenysorozata zónaversenyekből, világkupából, valamint a 2007. évi világkupagyőztes Gata Kamsky és a 2006-os címegyesítő világbajnoki mérkőzés vesztese, Veszelin Topalov által játszott „kihívó mérkőzés” győztese és a regnáló világbajnok Visuvanádan Ánand közötti párosmérkőzésből állt. A világbajnoki mérkőzésre 2010. április 24. – május 13. között Bulgáriában, Szófiában került sor.
A 12 játszmás mérkőzést Ánand 6,5–5,5 arányban nyerte, ezzel megvédte világbajnoki címét.

## Előzmények
A mérkőzés a 2006-os címegyesítő sakkvilágbajnokság következtében jött létre, amelynek értelmében a „klasszikus sakkvilágbajnok”, valamint a „FIDE-világbajnok” címegyesítő mérkőzésének vesztese, a korábbi FIDE-világbajnok Veszelin Topalov jogot kapott arra, hogy a következő, 2010-es világbajnoki ciklusban a világkupa győztesével mérkőzzön meg a világbajnok kihívásának jogáért. Topalov a világkupagyőztes amerikai Gata Kamsky ellen 4,5–2,5-re győzött, és mivel a 2008-as világbajnokságon Ánand megvédte címét Vlagyimir Kramnyikkal szemben, így kettejük mérkőzésére került sor.

### A zónaversenyek
A földrészek alapján négy főzónát, azon belül alzónákat jelöltek ki. Ennek megfelelően az 1. zónába Európa, a 2. zónába Amerika, a 3. zónába Ázsia és a 4. zónába Afrika tartozott. A zónaversenyek részletes eredményei a mark-weeks.com honlapon megtalálhatók.
1.0 zónaKuşadası (Törökország)
7. egyéni sakk-Európa-bajnokság
2006. április 4–17. között játszották a törökországi Kuşadasıban a 7. egyéni sakk-Európa-bajnokságot, amely egyúttal a világkupában való részvételre történő kvalifikációs versenynek számított. A győzelmet a horvát Zdenko Kozul szerezte meg az ukrán Vaszil Ivancsuk előtt.
1.0 zónaDrezda (Németország)
8. egyéni sakk-Európa-bajnokság
2007. április 2–16. között Drezdában rendezték a világkupában való részvételre történő kvalifikációs versenynek számító 8. egyéni sakk-Európa-bajnokságot. A győzelmet a francia Vladislav Tkachiev szerezte meg az izraeli Emil Sutovsky és az orosz Dmitrij Jakovenko előtt.
2.0 zónaCali (Kolumbia)
4. amerikai kontinensbajnokság
A 2007. július 10–20. között a kolumbiai Caliban rendezett amerikai kontinensbajnokságon az élen ötös holtverseny alakult ki, a rájátszás után a bajnoki címet a perui Granda Zuniga nyerte. A zónából heten szerezhettek kvalifikációt a világkupára.
2.1 zónaStillwater (Oklahoma)
Az Amerikai Egyesült Államok bajnoksága
2007. május 15–23. között játszották az oklahomai Stillwaterben az Amerikai Egyesült Államok sakkbajnokságát, amelyet Alexander Shabalov nyert meg Alexander Onischuk előtt.
2.2. zónaToronto (Kanada)
Kanada bajnoksága
A Kanada-bajnokságot 2006. augusztus 18–27. között rendezték Torontóban. A versenyt Igor Zugic nyerte.
2.3. zónaSanto Domingo (Dominika)
A 2007. május 29. – június 10. között megrendezett versenyre az alzónák versenyein lehetett kvalifikációt szerezni. A 14 résztvevővel zajló körmérkőzéses zónaversenyen a kubai Leinier Dominguez Perez szerezte meg az első helyet.
2.4. zónaSão Paulo (Brazília)
A 2007. június 16–22. között megrendezett versenyt holtversenyben nyerte a brazil Gilberto Milos és Rafael Leitão.
2.5. zónaSan Luis (Argentína)
A 2007. március 19–26. között megrendezett versenyt az argentin Diego Flores nyerte, mögötte négyes holtverseny alakult ki. A második továbbjutó helyet a rájátszás után az argentin Juan Pablo Hobaica szerezte meg.
3.0 zónaCebu (Fülöp-szigetek)
Ázsia 6. kontinentális sakkbajnokságát 2007. szeptember 18–30. között játszották a Fülöp-szigeteki Cebuban. A 17 ország képviseletében induló 72 versenyző 11 fordulós svájci rendszerű versenyen döntötte el a világkupára való továbbjutást. Az élen holtversenyben végzett a kínai Csang Peng-hsziang, valamint Vang Hao.
3.1 zónaBahrein
A 2007. októberben rendezett zónaversenyen két iráni versenyző, Moussa Taleb és Gayem Maghami végzett az élen.
3.2 zónaDakka (Banglades)
A 2007. augusztus 13–21. között rendezett zónaversenyt rájátszás után az indiai Surya Shekhar Ganguly nyerte.
3.3. zónaPhu Quoc (Vietnam)
A 2007. január 11–18. között rendezett zónaversenyt a vietnami Le Quang Liem nyerte.
3.4. zónaTaskent (Üzbegisztán)
A 2007. októberben Taskentben rendezett zónaversenyen a kazah Anuar Ismagambetov és az üzbég Anton Filippov végzett holtversenyben az első helyen.
3.5. zónaShandong (Kína)
A kínai zóna versenyére 2007. április 28. – május 6. között került sor. A győzelmet Pu Hsziang-cse szerezte meg a mögötte holtversenyben végző Vang Jüe és Ting Li-zsen előtt.
3.6. zónaFiji
Az óceániai zóna versenyét 2007. májusban rendezték Fiji szigetén. A győzelmet az ausztrál Csao Cong-jüan szerezte meg..
4.0 zónaWindhoek (Namíbia)
Afrika kontinensbajnoksága
Az afrikai kontinens bajnokságát 2007. augusztus 31. – szeptember 10. között rendezték a namíbiai Windhoekben. A 14 országból érkezett 48 versenyző kilencfordulós svájci rendszerű versenyét a zimbabwei Robert Gwaze nyerte.

### A világkupa verseny
A zónaversenyeken kvalifikációt szerzett 128 versenyző a 2007-es sakkvilágkupa versenyen küzdött azért, hogy a győztes megmérkőzhessen Veszelin Topalovval a világbajnok kihívásának jogáért. A világkupát az amerikai Gata Kamsky nyerte, miután a döntőben 2,5–1,5 arányban legyőzte a spanyol Alekszej Sirovot.

### A kihívó mérkőzés
A kihívó mérkőzésre Veszelin Topalov és Gata Kamsky között 2009. február 16–28. között Szófiában került sor. A Nemzetközi Sakkszövetség (FIDE) előzetesen lefektetett szabályai szerint a mérkőzés 8 játszmásra volt tervezve, díjalapja 250 000 amerikai dollár volt.
A mérkőzést Topalov 4,5 – 2,5 arányban megnyerte, így ő mérkőzhetett meg Visuvanádan Ánanddal a világbajnoki címért.
| Versenyző        | Ország                    | Élő-p. | 1[6] | 2[7] | 3[8] | 4[9] | 5[10] | 6[11] | 7[12] | Össz. |
| ---------------- | ------------------------- | ------ | ---- | ---- | ---- | ---- | ----- | ----- | ----- | ----- |
| Veszelin Topalov | Bulgária                  | 2796   | ½    | 1    | ½    | 0    | 1     | ½     | 1     | 4½    |
| Gata Kamsky      | Amerikai Egyesült Államok | 2725   | ½    | 0    | ½    | 1    | 0     | ½     | 0     | 2½    |
A mérkőzés játszmái megtekinthetők a játszmaszámot jelző linkekre kattintva.

## A világbajnoki döntő

### A döntő szabályai
A döntő szabályait a Nemzetközi Sakkszövetség határozta meg.
A játszmákban 40 lépésre 120 perc állt a versenyzők rendelkezésére, majd további 20 lépésre újabb 60 perc. A 61. lépéstől plusz 15 percet és lépésenként 30 másodperc többletidőt kaptak a játszma befejezéséig.
Az előzetesen meghatározott szabály alapján a mérkőzés 12 játszmáig tart, és az nyer, aki előbb éri el ezen belül a 6,5 pontot. Pontegyenlőség esetén rájátszásra kerül sor. A rájátszás négy rapidjátszmából áll, amelyeknél a gondolkodási idő versenyzőnként 25 perc, lépésenként 10 másodperc többletidővel. Ha ezután is pontegyenlőség van, akkor két 5 perces villámjátszma következik, lépésenként 10 másodperc többletidővel. Ha még mindig pontegyenlőség áll fenn, akkor még két villámjátszmára kerül sor. Ha az állás még ekkor is egyenlő, akkor egy armageddonjáték dönt, amelyben 6 perc áll világos és 5 perc sötét rendelkezésére, többletidő nélkül. Sötét számára a döntetlen is a mérkőzés megnyerését jelenti. Az armageddonjáték során sorsolással döntenek arról, hogy ki választhatja meg a színét.

### A mérkőzés díjazása
A 2010-es sakkvilágbajnoki döntő díjalapja 2 000 000 euró volt, amelyből 1 200 000 euró a győztest, 800 000 euró a vesztest illette. Az előzetesen meghatározott szabályok szerint amennyiben a mérkőzésre valamelyik fél országában kerül sor, akkor az ellenfél a díjalapból további 100 000 eurót kap. A kapott díjból mindkét versenyző 20%-ot köteles volt a FIDE számára befizetni.

### Egymás elleni eredményeik és formájuk
A világbajnoki döntő előtt klasszikus időbeosztású játszmában 67 alkalommal találkoztak, Ánand 17-szer, Topalov 13-szor győzött, 37 döntetlen mellett. A rapidjátszmákban jelentős Ánand-fölény mutatkozott, mivel 6 alkalommal győzött és csak egyszer szenvedett vereséget 12 döntetlen mellett.
Ánand 2008. júliusban vesztette el első helyét a világranglistán, egészen az 5. helyig csúszva le, majd 2009. januárban a 2. helyre ugrott Topalov mögé, és ezt a helyét 2009. októberig tartotta, amikor Magnus Carlsen is megelőzte. A mérkőzés kezdetén érvényes 2010. márciusi világranglistán már Kramnyik is eléje került, és  csak a 4. helyen állt.
Topalov 2008. októberben került a világranglista élére, és azt 2010. januárig vezette, amikor Magnus Carlsen megelőzte. A verseny kezdetén is a 2. helyen állt.
Ánand 2009. februárban a linaresi szupertornán a 4. helyen végzett, és novemberben a Mihail Tal-emlékversenyen is a 4–5. helyet szerezte meg. A világbajnoki mérkőzés előtti utolsó tornáján 2010. januárban a Corus-sakktornán Wijk aan Zeeban is a 4–5. helyen fejezte be a versenyt.
Topalov 2009. májusban a 2–3. helyet szerezte meg az M-Tel Masters versenyen, szeptemberben szintén 2. lett Nancsingban Magnus Carlsen mögött egy 2764-es átlag-Élő-pontszámú versenyen. A világbajnoki mérkőzés előtti utolsó versenyét, a linaresi szupertornát megnyerte.

### A szekundánsok
Ánand szekundánsai ugyanazok voltak, mint a 2008-as sakkvilágbajnokságon: Peter Heine Nielsen, Rusztam Kaszimdzsanov, Surya Ganguly és Radosław Wojtaszek. A mérkőzés utáni egyik interjúban megemlítette, hogy Magnus Carlsen és Garri Kaszparov is segített neki a felkészülésben, és a mérkőzés alatt Vlagyimir Kramnyik is segítette.
Topalovot szekundánsként Jan Smeets, Erwin l'Ami, Ivan Cseparinov és Jiri Dufek támogatta, a felkészülés során igénybe vette a 8192 processzoros IBM Blue Gene/P szuperszámítógépet, amelyen a Rybka sakkprogram legfrissebb változata futott.

### A mérkőzés lefolyása
Topalov győzelemmel kezdett az első játszmában, amelyben szép huszáráldozattal használta ki Ánand hibáját. Ánand azonban a második játszmában kiegyenlített, sőt a negyedik játszmában a mérkőzés legszebb játszmáját nyerve a vezetést is átvette. A mérkőzés félidejében ő vezetett 3,5–2,5-re. Topalov a 8. játszmában egyenlített, és az utolsó forduló előtt is döntetlenre állt a mérkőzés, de a 12. játszmát Anand sötéttel meg tudta nyerni, ezzel ismét megvédte világbajnoki címét.

### A játszmánkénti eredmények
| Versenyző         | Ország   | Élő-p. | 1 | 2 | 3 | 4 | 5 | 6 | 7 | 8 | 9 | 10 | 11 | 12 | Össz. |
| ----------------- | -------- | ------ | - | - | - | - | - | - | - | - | - | -- | -- | -- | ----- |
| Visuvanádan Ánand | India    | 2787   | 0 | 1 | ½ | 1 | ½ | ½ | ½ | 0 | ½ | ½  | ½  | 1  | 6½    |
| Veszelin Topalov  | Bulgária | 2805   | 1 | 0 | ½ | 0 | ½ | ½ | ½ | 1 | ½ | ½  | ½  | 0  | 5½    |

### A mérkőzés játszmái
A mérkőzés összes játszmája megtalálható a Chessgames honlapján. A döntéssel végződött játszmák:
|    | |    |    |    |    |    |    |
|    | \| \| \| \| \| \| \| \| \| \| \| \| \| \| \| \| \| \| \| \| \| \| \| \| \| \| \| \| \| \| \| \| \| \| \| \| \| \| \| \| \| \| \| \| \| \| \| \| \| \| \| \| \| \| \| \| \| \| \| \| \| \| \| \| \| \| \| \| \| \| \| \| |    |    |    |    |    |    |
|    | |    |    |    |    |    |    |
| a8 | b8 | c8 | d8 | e8 | f8 | g8 | h8 |
| a7 | b7 | c7 | d7 | e7 | f7 | g7 | h7 |
| a6 | b6 | c6 | d6 | e6 | f6 | g6 | h6 |
| a5 | b5 | c5 | d5 | e5 | f5 | g5 | h5 |
| a4 | b4 | c4 | d4 | e4 | f4 | g4 | h4 |
| a3 | b3 | c3 | d3 | e3 | f3 | g3 | h3 |
| a2 | b2 | c2 | d2 | e2 | f2 | g2 | h2 |
| a1 | b1 | c1 | d1 | e1 | f1 | g1 | h1 |

| a8 | b8 | c8 | d8 | e8 | f8 | g8 | h8 |
| a7 | b7 | c7 | d7 | e7 | f7 | g7 | h7 |
| a6 | b6 | c6 | d6 | e6 | f6 | g6 | h6 |
| a5 | b5 | c5 | d5 | e5 | f5 | g5 | h5 |
| a4 | b4 | c4 | d4 | e4 | f4 | g4 | h4 |
| a3 | b3 | c3 | d3 | e3 | f3 | g3 | h3 |
| a2 | b2 | c2 | d2 | e2 | f2 | g2 | h2 |
| a1 | b1 | c1 | d1 | e1 | f1 | g1 | h1 |

1. játszma Topalov–Ánand 1–0 30 lépés
Grünfeld-védelem, klasszikus csereváltozat ECO D86
1.d4 Hf6 2.c4 g6 3.Hc3 d5 4.cxd5 Hxd5 5.e4 Hxc3 6.bxc3 Fg7 7.Fc4 c5 8.He2 Hc6 9.Fe3 O-O 10.O-O Ha5 11.Fd3 b6 12.Vd2 e5 13.Fh6 cxd4 14.Fxg7 Kxg7 15.cxd4 exd4 16.Bac1 Vd6 17.f4 f6 18.f5 Ve5 19.Hf4 g5 20.Hh5+ Kg8 21.h4 h6 22.hxg5 hxg5 23.Bf3 Kf7 (diagram) 24.Hxf6 Kxf6 25.Bh3 Bg8 26.Bh6+ Kf7 27.Bh7+ Ke8 28.Bcc7 Kd8 29.Fb5 Vxe4 30.Bxc8+ 1-0
2. játszma Ánand–Topalov 1–0 43 lépés
Katalán megnyitás, nyílt változat ECO E04
1.d4 Hf6 2.c4 e6 3.Hf3 d5 4.g3 dxc4 5.Fg2 a6 6.He5 c5 7.Ha3 cxd4 8.Haxc4 Fc5 9.O-O O-O 10.Fd2 Hd5 11.Bc1 Hd7 12.Hd3 Fa7 13.Fa5 Ve7 14.Vb3 Bb8 15.Va3 Vxa3 16.bxa3 H7f6 17.Hce5 Be8 18.Bc2 b6 19.Fd2 Fb7 20.Bfc1 Bbd8 21.f4 Fb8 22.a4 a5 23.Hc6 Fxc6 24.Bxc6 h5 25.B1c4 He3 26.Fxe3 dxe3 27.Ff3 g6 28.Bxb6 Fa7 29.Bb3 Bd4 30.Bc7 Fb8 31.Bc5 Fd6 32.Bxa5 Bc8 33.Kg2 Bc2 34.a3 Ba2 35.Hb4 Fxb4 36.axb4 Hd5 37.b5 Baxa4 38.Bxa4 Bxa4 39.Fxd5 exd5 40.b6 Ba8 41.b7 Bb8 42.Kf3 d4 43.Ke4 1-0
|    | |    |    |    |    |    |    |
|    | \| \| \| \| \| \| \| \| \| \| \| \| \| \| \| \| \| \| \| \| \| \| \| \| \| \| \| \| \| \| \| \| \| \| \| \| \| \| \| \| \| \| \| \| \| \| \| \| \| \| \| \| \| \| \| \| \| \| \| \| \| \| \| \| \| \| \| \| \| \| \| \| |    |    |    |    |    |    |
|    | |    |    |    |    |    |    |
| a8 | b8 | c8 | d8 | e8 | f8 | g8 | h8 |
| a7 | b7 | c7 | d7 | e7 | f7 | g7 | h7 |
| a6 | b6 | c6 | d6 | e6 | f6 | g6 | h6 |
| a5 | b5 | c5 | d5 | e5 | f5 | g5 | h5 |
| a4 | b4 | c4 | d4 | e4 | f4 | g4 | h4 |
| a3 | b3 | c3 | d3 | e3 | f3 | g3 | h3 |
| a2 | b2 | c2 | d2 | e2 | f2 | g2 | h2 |
| a1 | b1 | c1 | d1 | e1 | f1 | g1 | h1 |

| a8 | b8 | c8 | d8 | e8 | f8 | g8 | h8 |
| a7 | b7 | c7 | d7 | e7 | f7 | g7 | h7 |
| a6 | b6 | c6 | d6 | e6 | f6 | g6 | h6 |
| a5 | b5 | c5 | d5 | e5 | f5 | g5 | h5 |
| a4 | b4 | c4 | d4 | e4 | f4 | g4 | h4 |
| a3 | b3 | c3 | d3 | e3 | f3 | g3 | h3 |
| a2 | b2 | c2 | d2 | e2 | f2 | g2 | h2 |
| a1 | b1 | c1 | d1 | e1 | f1 | g1 | h1 |

4. játszma Ánand–Topalov 1–0 32 lépés
Katalán megnyitás, nyílt változat ECO E04
1.d4 Hf6 2.c4 e6 3.Hf3 d5 4.g3 dxc4 5.Fg2 Fb4+ 6.Fd2 a5 7.Vc2 Fxd2+ 8.Vxd2 c6 9.a4 b5 10.Ha3 Fd7 11.He5 Hd5 12.e4 Hb4 13.O-O O-O 14.Bfd1 Fe8 15.d5 Vd6 16.Hg4 Vc5 17.He3 H8a6 18.dxc6 bxa4 19.Haxc4 Fxc6 20.Bac1 h6 21.Hd6 Va7 22.Hg4 Bad8 (diagram) 23.Hxh6+ gxh6 24.Vxh6 f6 25.e5 Fxg2 26.exf6 Bxd6 27.Bxd6 Fe4 28.Bxe6 Hd3 29.Bc2 Vh7 30.f7+ Vxf7 31.Bxe4 Vf5 32.Be7 1-0
8. játszma Topalov–Ánand 1–0 56 lépés
Szláv védelem, wiesbadeni változat ECO D17
1.d4 d5 2.c4 c6 3.Hf3 Hf6 4.Hc3 dxc4 5.a4 Ff5 6.He5 e6 7.f3 c5 8.e4 Fg6 9.Fe3 cxd4 10.Vxd4 Vxd4 11.Fxd4 Hfd7 12.Hxd7 Hxd7 13.Fxc4 Bc8 14.Fb5 a6 15.Fxd7+ Kxd7 16.Ke2 f6 17.Bhd1 Ke8 18.a5 Fe7 19.Fb6 Bf8 20.Bac1 f5 21.e5 Fg5 22.Fe3 f4 23.He4 Bxc1 24.Hd6+ Kd7 25.Fxc1 Kc6 26.Fd2 Fe7 27.Bc1+ Kd7 28.Fc3 Fxd6 29.Bd1 Ff5 30.h4 g6 31.Bxd6+ Kc8 32.Fd2 Bd8 33.Fxf4 Bxd6 34.exd6 Kd7 35.Ke3 Fc2 36.Kd4 Ke8 37.Ke5 Kf7 38.Fe3 Fa4 39.Kf4 Fb5 40.Fc5 Kf6 41.Fd4+ Kf7 42.Kg5 Fc6 43.Kh6 Kg8 44.h5 Fe8 45.Kg5 Kf7 46.Kh6 Kg8 47.Fc5 gxh5 48.Kg5 Kg7 49.Fd4+ Kf7 50.Fe5 h4 51.Kxh4 Kg6 52.Kg4 Fb5 53.Kf4 Kf7 54.Kg5 Fc6 55.Kh6 Kg8 56.g4 1-0
12. játszma Topalov–Ánand 0–1 56 lépés
Elhárított vezércsel, Lasker-védelem ECO D56
1.d4 d5 2.c4 e6 3.Hf3 Hf6 4.Hc3 Fe7 5.Fg5 h6 6.Fh4 O-O 7.e3 He4 8.Fxe7 Vxe7 9.Bc1 c6 10.Fe2 Hxc3 11.Bxc3 dxc4 12.Fxc4 Hd7 13.O-O b6 14.Fd3 c5 15.Fe4 Bb8 16.Vc2 Hf6 17.dxc5 Hxe4 18.Vxe4 bxc5 19.Vc2 Fb7 20.Hd2 Bfd8 21.f3 Fa6 22.Bf2 Bd7 23.g3 Bbd8 24.Kg2 Fd3 25.Vc1 Fa6 26.Ba3 Fb7 27.Hb3 Bc7 28.Ha5 Fa8 29.Hc4 e5 30.e4 f5 31.exf5 e4 32.fxe4 Vxe4+ 33.Kh3 Bd4 34.He3 Ve8 35.g4 h5 36.Kh4 g5+ 37.fxg6 Vxg6 38.Vf1 Bxg4+ 39.Kh3 Be7 40.Bf8+ Kg7 41.Hf5+ Kh7 42.Bg3 Bxg3+ 43.hxg3 Vg4+ 44.Kh2 Be2+ 45.Kg1 Bg2+ 46.Vxg2 Fxg2 47.Kxg2 Ve2+ 48.Kh3 c4 49.a4 a5 50.Bf6 Kg8 51.Hh6+ Kg7 52.Bb6 Ve4 53.Kh2 Kh7 54.Bd6 Ve5 55.Hf7 Vxb2+ 56.Kh3 Vg7 0-1